# Кузякин, Матвей Яковлевич
Матвей Яковлевич Кузякин (25 ноября 1924, Курский уезд, Курская губерния — 2 апреля 1998, Узловая, Тульская область, Россия) — старшина Рабоче-крестьянской Красной армии, участник Великой Отечественной войны, Герой Советского Союза (1944). По профессии — маркшейдер.

## Биография
Матвей Кузякин родился 25 ноября 1924 года на хуторе Прудки (ныне — Пристенский район Курской области). После окончания десяти классов школы работал электросварщиком на сахарном заводе. В марте 1943 года Кузякин был призван на службу в Рабоче-крестьянскую Красную армию. С июня того же года — на фронтах Великой Отечественной войны. К августу 1944 года старший сержант Матвей Кузякин командовал орудием 436-го отдельного истребительно-противотанкового дивизиона 399-й стрелковой дивизии 48-й армии 1-го Белорусского фронта. Отличился во время освобождения Польши.
28 августа 1944 года Кузякин участвовал в отражении немецкой контратаки в районе деревни Рынек в 10 километрах к северо-западу от города Острув-Мазовецка, уничтожив вместе со своим расчётом 3 танка и более 30 фашистов. 3 сентября 1944 года в районе деревни Брудки Кузякин, будучи тяжело раненным, уничтожил 4 танка, 6 вражеских пулемётов, 16 орудий и более 60 фашистов, что способствовало успешному штурму немецкого опорного пункта.
Указом Президиума Верховного Совета СССР от 18 ноября 1944 года старший сержант Матвей Кузякин был удостоен высокого звания Героя Советского Союза с вручением ордена Ленина и медали «Золотая Звезда».
Был также награждён орденами Отечественной войны I и II степеней, Красной Звезды, рядом медалей.
В ноябре 1945 года в звании старшины Кузякин был демобилизован. Проживал в городе Узловая Тульской области, работал главным маркшейдером на угольной шахте.
Умер 2 апреля 1998 года в Узловой.

## Память
- В Узловой на доме по адресу ул. Беклемищева, дом 97, где жил Герой с 1965 по 1998 год, установлена мемориальная доска[1].
- Ежегодно в Узловой в декабре проводятся межрегиональные соревнования по боксу, посвящённые Дню освобождения города Узловая от фашистских захватчиков и посвящённые памяти Героя Советского Союза Матвея Кузякина.
- С 2013 года имя Кузякина носит Сквер шахтёрской славы в Узловой.